# Rhynchostegium senodictyon
Rhynchostegium senodictyon là một loài Rêu trong họ Brachytheciaceae. Loài này được (Müll. Hal.) A. Jaeger miêu tả khoa học đầu tiên năm 1878.